# Batman: Arkham Knight
Batman: Arkham Knight е видеоигра, базирана на комиксите за Батман на ДиСи Комикс, която излиза на 23 юни 2015 г. Това е четвъртата игра от поредицата Batman: Arkham и е продължение на Batman: Arkham City от 2011 г.

## Сюжет
Една година след събитията в Arkham City Плашилото се завръща и обединява най-големите злодеи на Готъм, включващи Пингвина, Двуликия и Харли Куин с цел да унищожат Батман. В нощта на Хелоуин Плашилото заплашва жителите на града със своя нов щам на токсина за страх, както и с бомби, поставени из целия Готъм, с което предизвиква евакуацията на шест милиона души. Остават само престъпниците, които числено превъзхождат полицията.